# Conferência de Madrid de 1880
A Conferência de Madrid de 1880 ou Convenção de Madrid, ocorreu na cidade espanhola de Madrid, entre junho e julho de 1880. Foi convocada por Antonio Cánovas del Castillo, presidente do Conselho de Ministros, a pedido do sultão do Marrocos Hassan I, e teve a participação de todas as nações que possuíam interesses no Marrocos: Alemanha, Áustria-Hungria, Bélgica, Dinamarca, França, Grã-Bretanha, Itália, Países Baixos, Portugal, Espanha, Suécia e Noruega, além dos Estados Unidos e do Marrocos.
Após estes acordos, os países europeus ganharam a liberdade de possuir terras e propriedades em todas as partes do Marrocos, as potências teriam direitos iguais na exploração comercial do território marroquino e reconheciam a independência e o livre-comércio no país.
A Convenção não conseguiu evitar que a influência da França e da Espanha no Marrocos aumentasse ao longo do tempo. O Império Alemão viu seus interesses ameaçados, o que levaria a eclosão das Crises Marroquinas (Primeira Crise do Marrocos e Crise de Agadir) 